# Stazione di Ronco Scrivia
Stazione di Ronco Scrivia vasútállomás Olaszországban, Ronco Scrivia településen.

## Vasútvonalak
Az állomást az alábbi vasútvonalak érintik:
- Torino–Genova-vasútvonal
- Tortona-Genova-vasútvonal
- Milánó–Genova-vasútvonal

## Kapcsolódó állomások
A vasútállomáshoz az alábbi állomások vannak a legközelebb:
- Stazione di Isola del Cantone
- Ronco Scrivia old railway station
- Stazione di Arquata Scrivia
- Stazione di Mignanego
- stazione di Borgo Fornari per Voltaggio